# فنسنت سكوفيلد ويكهام
فنسنت سكوفيلد ويكهام (بالإنجليزية: Vincent Schofield Wickham)‏ هو نحات أمريكي، ولد في 1894 في ورسستر في الولايات المتحدة، وتوفي في 1968.